# Johan Antony Barrau
Johan Antony Barrau (Oisterwijk, 3 de abril de 1873 – Utrecht, 8 de janeiro de 1953) foi um matemático neerlandês, especialista em geometria.
Estudou no Royal Naval College em Willemsoord, Den Helder e na Universidade de Amsterdã. Obteve um doutorado em 1907 na Universidade de Amsterdã, orientado por Diederik Korteweg. Foi de 1908 a 1913 professor de matemática da Universidade Técnica de Delft. Foi professor de geometria diferencial sintética, analítica e descritiva da Universidade de Groningen de 1913 a 1928. De 1928 até aposentar-se com 70 anos de idade foi professor da Universidade de Utrecht.
Foi palestrante convidado do Congresso Internacional de Matemáticos em Estrasburgo (1920) e em Toronto (1924).